# Jöns Svanberg
Jöns Svanberg (1771-1851) est un ecclésiastique, astronome et naturaliste suédois.

## Biographie

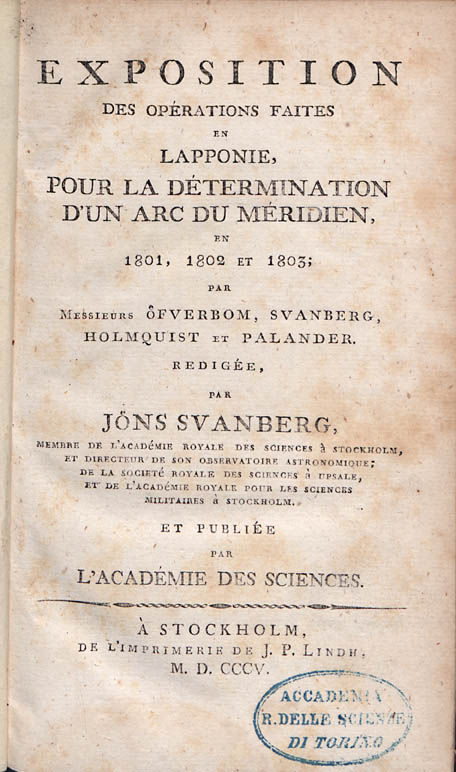
Exposition des opérations faites en Lapponie, pour la détermination d'un arc du méridien en 1801, 1802 et 1803, 1805

Jöns Svanber est né le 6 juillet 1771 à Ytterby, en Suède, et est mort le 15 janvier 1851 à Uppsala, Suède.
Il entre à l'Université d'Uppsala à l'âge de 16 ans. Il y obtient son doctorat en 1794. En 1806, il devient professeur des techniques d'arpentage et en 1811, il est professeur de mathématiques dans cette même Université.
En 1798, il est membre de l'Académie royale des sciences de Suède. De 1803 à 1811, il est promu secrétaire de l'Académie royale des sciences de Suède.
Il est le fondateur de l'Upsala Simsällskap, la société de natation d'Uppsala. La montagne Svanbergfjellet est nommée d'après lui.
Svanberg est titulaire du prix Lalande de 1806, decerné par l'Académie française des Sciences.